# Relations entre l'Égypte et la France
Les relations entre l’Égypte et la France désignent les relations diplomatiques bilatérales entre la République française, Etat principalement européen, et la république arabe d’Égypte, Etat d'Afrique du Nord. L’Égypte dispose d'une ambassade à Paris et la France dispose d'une ambassade au Caire. Les deux pays ont une histoire commune riche et leurs échanges culturels ont été particulièrement vifs depuis le début du XIXe siècle.

## Comparaison entre les deux pays
|                               | France                                         | Égypte                                             |
| ----------------------------- | ---------------------------------------------- | -------------------------------------------------- |
| Armoiries                     |                                                |                                                    |
| Drapeau                       |                                                |                                                    |
| Population                    | 67 087 000                                     | 94 798 827                                         |
| Superficie                    | 674 843 km2                                    | 1 010 408 km2                                      |
| Capitale                      | Paris                                          | Le Caire                                           |
| Plus grande aire urbaine      | Paris (12 161 542 habitants)                   | Le Caire (20 439 541 habitants)                    |
| Gouvernement                  | République unitaire et semi-présidentielle     | République unitaire et semi-présidentielle         |
| Langue officielle             | Français                                       | Arabe égyptien                                     |
| Religions principales         | 58% de Chrétiens, 5% de Musulmans, 1% de Juifs | 89% de Musulmans environ, 11% de Chrétiens environ |
| PIB nominal                   | 2 635 milliards de US$                         | 237 milliards de US$                               |
| PIB par habitant              | 44 470 $                                       | 2 501 $                                            |
| Croissance du PIB (2017)      | 2,2%                                           | 4,1%                                               |
| Expatriés                     | 6 085 Français en Égypte                       | 15 000 Égyptiens en France                         |
| Dépenses militaires annuelles | 61,20 milliards de US$                         | 5,47 milliards de US$                              |

## Histoire

### XIIesiècle: premiers contacts au gré des croisades
En 1163, les Francs dirigés par Amaury Ier traversent l'isthme de Suez afin de conquérir l’Égypte fatimide. Ils mènent trois tentatives de conquête, en 1164, 1167 et 1168. Ces affrontements militaires constituent la première rencontre entre les deux nations.

### XVeetXVIesiècles: échanges entre le royaume de France et les Mamelouks
Les Mamelouks accordent des capitulations à Louis XII, roi de France. Soliman le Magnifique maintint ces privilèges commerciaux, dans le cadre de l'alliance entre la France et les Ottomans.

### 1798-1801: la France révolutionnaire porte la guerre en Égypte

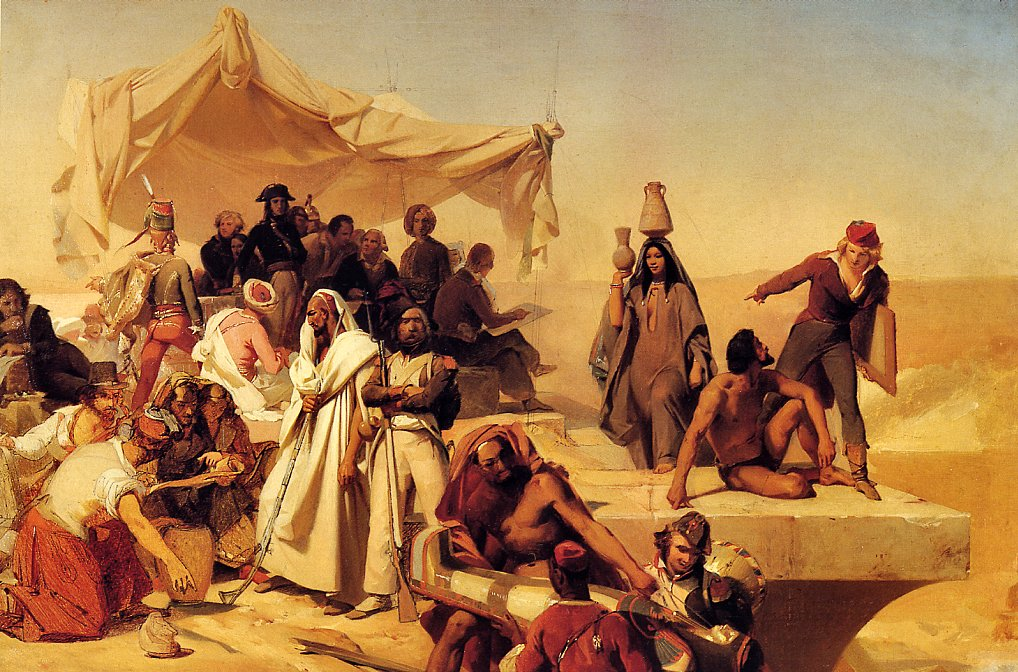
Tableau décrivant l'expédition d'Egypte de Napoléon Bonaparte.

En 1798, afin de bloquer la route des Indes au Royaume-Uni, la France révolutionnaire lance une expédition en Égypte. Les connaissances botaniques, archéologiques et historiques ramenées d’Égypte constituent en France la matrice de l'égyptomanie. Cette expédition constitue également un tournant dans l'histoire égyptienne. En effet,
- Elle affaiblit l'influence des Mamelouks et des Ottomans dans la région,
- Elle permet à l’Égypte d'adopter des institutions européennes et de moderniser son système administratif. Le Caire gagne en outre une bibliothèque, un cabinet de physique, un jardin de botanique... Dans une logique jacobine, la ville accroît son poids relatif dans le pays,
- L'Institut d’Égypte est fondé; d'abord suspendu jusqu'en 1836, il contribue ensuite à développer technologiquement l’Égypte et à y propager l'esprit des Lumières.
- Elle permet, à terme, l'ascension de Mohammed Ali, fondateur de la dynastie qui donne au pays son indépendance.

### 1859-1869: le percement du canal de Suez

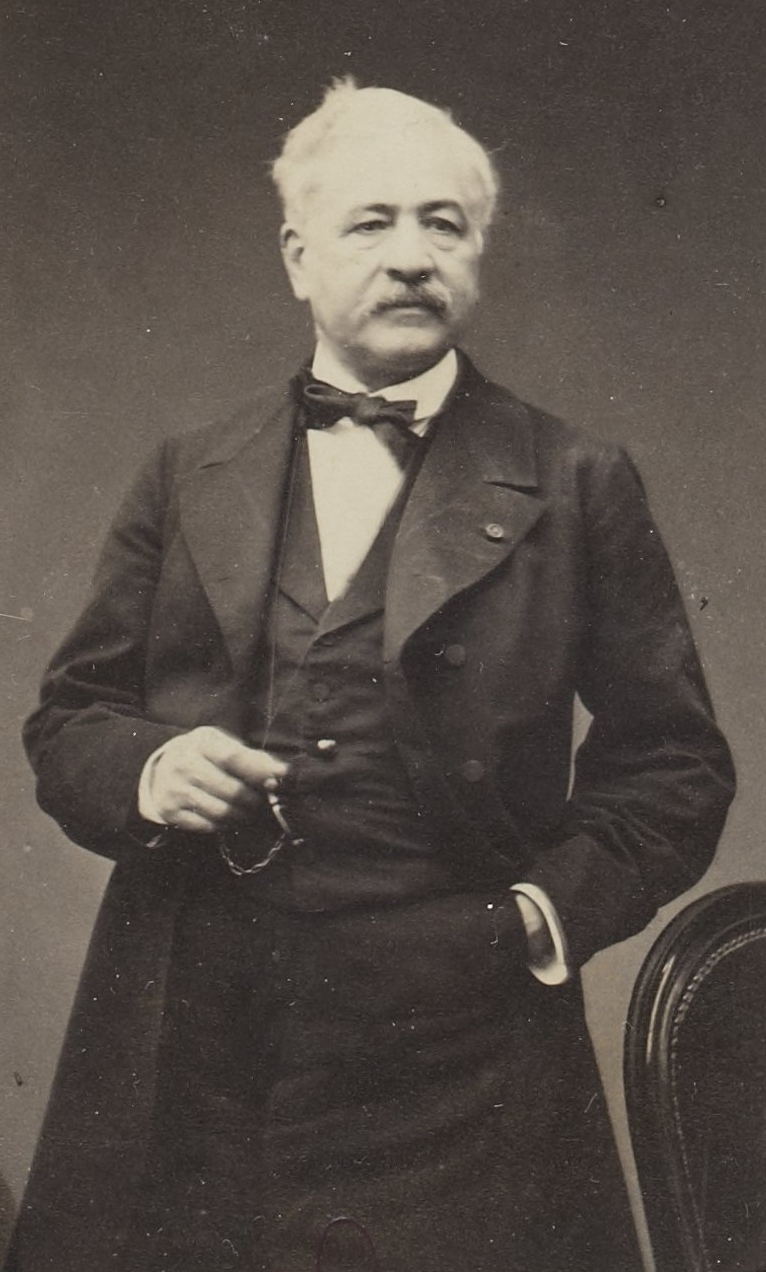
Ferdinand de Lesseps, diplomate et entrepreneur français à l'origine du percement du canal de Suez.

Sous la direction de Ferdinand de Lesseps, ami de jeunesse du vice-roi d’Égypte, et grâce au financement important accordé par la Bourse de Paris, la France perce entre 1859 et 1869 le canal de Suez. Le projet constitue à la fois une prouesse technique, un instrument du rayonnement français et un symbole pour l’Égypte, qui se hisse ainsi au rang des grandes nations civilisées. Afin de recevoir dignement les monarques qui assisteraient à l'inauguration du canal, le khédive Ismaïl Pacha, formé à Paris, entreprit un vaste projet de modernisation des voies de communication (dont chemins de fer) et des infrastructures urbaines (création d’égouts). Comme en témoigne le palais de Guezireh, le khédive était alors francophile. Le canal est aujourd'hui la troisième source de devises en Égypte et, en 2013, il représente 20% du budget de l’État égyptien.

### Nouvelle donne à l'aune de la crise de Suez (1956)
Le 26 juillet 1956, Gamal Abdel Nasser, président de la république d’Égypte, nationalise le canal de Suez afin de financer le projet du barrage d'Assouan. Les principaux actionnaires, britanniques et français, protestent. La France, puissance coloniale qui soupçonne l’Égypte de soutenir le FLN, rejoint le Royaume-Uni et Israël dans l'opération Mousquetaire et conduit une expédition punitive en Égypte, afin de défendre les droits de ses actionnaires. Les Nations unies et les deux superpuissances, États-Unis et Union Soviétique, se rangent du côté de Nasser et poussent la France à abandonner son projet. Dans les relations franco-égyptiennes, les cartes sont rebattues. Ainsi :
- Certains français (dont la communauté juive francophone) installés en Égypte, et qui dépendaient parfois des activités de la Compagnie universelle du canal maritime de Suez, doivent quitter le pays,
- Les relations franco-égyptiennes doivent désormais se fonder sur un rapport d'égal à égal, et non sur un lien de type colonial ou néocolonial; la politique de la canonnière appartient désormais au passé,
- L’Égypte entre dans le camp soviétique, ennemi de la France; elle y reste jusqu'aux accords de Camp David,
- Enfin, la France renforce son alliance militaire avec l’État hébreu, ce qui compromet les relations franco-égyptiennes à moyen terme, jusqu'à la proclamation de la politique arabe du général de Gaulle.

### De Suez à l'assassinat d'Anouar el-Sadate
À la suite de la guerre des Six Jours (1967), la France rompt son alliance avec Israël et déploie une politique arabe, qui se manifeste par davantage d'aide au développement et des ventes d'armes pour les pays arabes du Moyen-Orient. L'Égypte bénéficie de cette nouvelle diplomatie, qui repose sur une conception méditerranéenne de la France. De Gaulle et Nasser entretinrent une correspondance épistolaire et Nasser était admiratif du Président français, mettant l'accent sur son courage et ses principes. Au cours de cette période, la France bénéficie du dynamisme démographique et économique de l'Égypte, qui s'industrialise et se développe.
S'il ouvre davantage le pays aux capitaux étrangers, Anouar el-Sadate semble favoriser l'alliance avec les États-Unis à sa relation avec la France.

### Présidence d'Hosni Moubarak (1981-2011)
Tout comme la France, l'Égypte rejoint la coalition contre l'Irak dans la guerre du Golfe en 1991 et s'oppose à la guerre d'Irak de 2003. Sous la présidence d'Hosni Moubarak la France et l'Égypte font des efforts conjoints pour promouvoir la paix, alors que le conflit israélo-palestinien semble s'aggraver.
La France a formé des policiers égyptiens à la gestion des foules avant le Printemps arabe. Hosni Moubarak a été décoré de la grand-croix de la Légion d'honneur et de la grand-croix de l'ordre national du Mérite. Hosni Moubarak a visité la France à 41 reprises.
Les deux pays sont membres depuis 2008 de l'Union pour la Méditerranée. La France comme l’Égypte font partie de l'Organisation internationale de la francophonie. Ayant rejoint l'OIF, l'Égypte a pu étendre son influence en Afrique francophone. La France est le dixième pays d'accueil de la diaspora égyptienne, et le second en Europe, derrière l'Italie.

### Présidence d'Abdel Fattah al-Sissi (2014-)
Après le Printemps arabe, plusieurs centaines de membres de la confrérie des Frères musulmans ont été condamnés à mort en Égypte. Sous la présidence d'Abdel Fattah al-Sissi, à partir de 2014, des défenseurs des droits de l'homme, journalistes et opposants politiques sont arrêtés, détenus arbitrairement et torturés. À cette même période, la France devient un partenaire important de l'Égypte, notamment par le biais de la vente d'armes françaises, dont certaines sont utilisées pour réprimer la population égyptienne,, menant à des critiques par des ONG françaises.
Le partenariat franco-égyptien s'inscrit dans les relations qu'entretient l'Hexagone avec les Émirats arabes unis et l'Arabie saoudite, « moteurs de la contre-révolution arabe », écrit Hélène Sallon du Monde, qui participent au financement de l'Égypte d'al-Sissi et de ses achats d'armement,.
À l'occasion de sa visite en Égypte et de sa rencontre avec son homologue Abdel Fattah al-Sissi en janvier 2019, le président français Emmanuel Macron évoque publiquement, sous la pression d'ONG, la question des droits de l'homme. Les relations franco-égyptiennes se refroidissent, si bien qu'aucun nouveau contrat n'est signé l'année suivante,. Pour y remédier, le président égyptien est accueilli à l'Élysée en décembre 2020, où il reçoit discrètement la grand-croix de la Légion d'honneur,,. Quatre mois plus tard, le 26 avril 2021, l'Égypte signe avec la France l'achat de trente Dassault Rafale pour 3,75 milliards d’euros.

## Coopération en matière de diplomatie, de défense et de sécurité
Les deux pays cherchent à créer une paix durable entre la Palestine et Israël. En 2017, l’Égypte a soutenu l'initiative française de relance du processus de paix au Proche-Orient.
Au cours d'un colloque donné en 2018 au CIGPA, Mohamed El-Orabi, ancien diplomate et ancien ministre des Affaires Étrangères de l'Égypte, déclare que « l’échec du Grand Moyen-Orient (GMO) islamo-atlantiste scelle le partenariat stratégique entre la France et l’Egypte ».
La France et l’Égypte disposent, pour coordonner leurs opérations, d'un Haut Comité Militaire présidé par les chefs d’État-major des armées.
L'armée de l'air égyptienne est fortement équipée par la France et par le français Dassault. L'Egypte a notamment été le premier acheteur étranger du Mirage 2000, puis du Rafale. Avec deux commandes, en 2015 puis 2021, l'Egypte a au total acheté 54 Rafales.

## Relations scientifiques, culturelles et universitaires

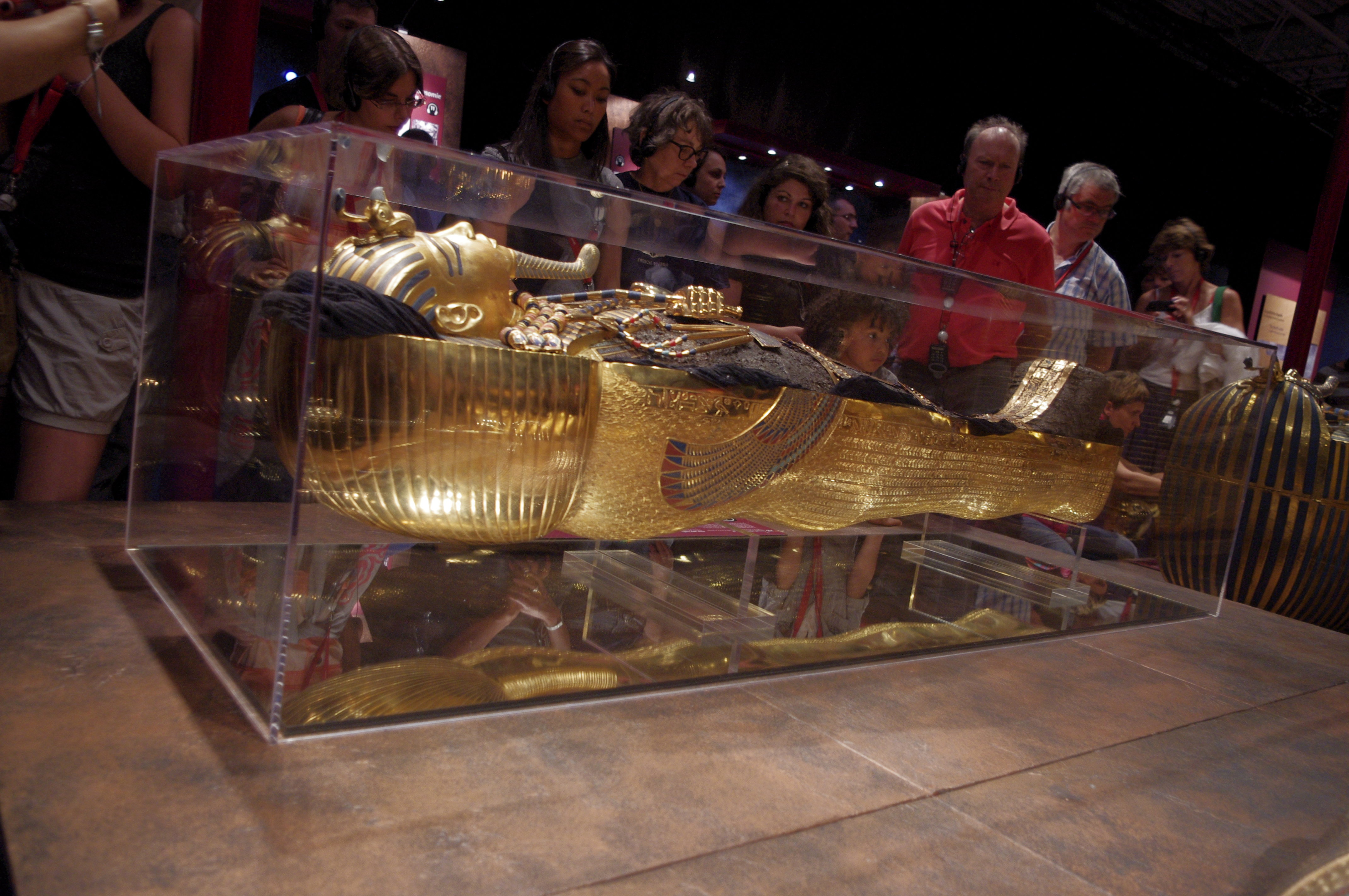
L'exposition du Trésor de Toutankamon à Paris en 2012.

L'Institut de recherche pour le développement est présent en Égypte et vise à soutenir le développement du pays par des recherches en sciences humaines, en sciences de la nature et en épidémiologie.
La France joue un rôle de premier plan dans le domaine de l'archéologie en Égypte. Elle y dispose de nombreuses institutions, à l'image de l’Institut français d’archéologie orientale (IFAO), du Centre franco-égyptien d’études des temples de Karnak ou du Centre d'études alexandrines. 35 missions archéologiques françaises et franco-égyptiennes ont lieu chaque année.
Un dispositif de coopération permet chaque année à 40 hauts fonctionnaires égyptiens d'être formés à l’École Nationale d'Administration et à l’École nationale de la magistrature. L'Égypte accueille une université française.
L'Égypte est membre de l'Organisation internationale de la francophonie et Boutros Boutros-Ghali en fut le premier secrétaire général.
Personnalités liées à la France et à l'Égypte :
- Claude François, chanteur ;
- Dalida, chanteuse ;
- Samir Amin, économiste ;
- Hafez Ghanem, vice-président de la Banque Mondiale pour l'Afrique.

## Relations économiques
L’Égypte constitue le premier marché de la France au Moyen-Orient.

### Ventes d'armes

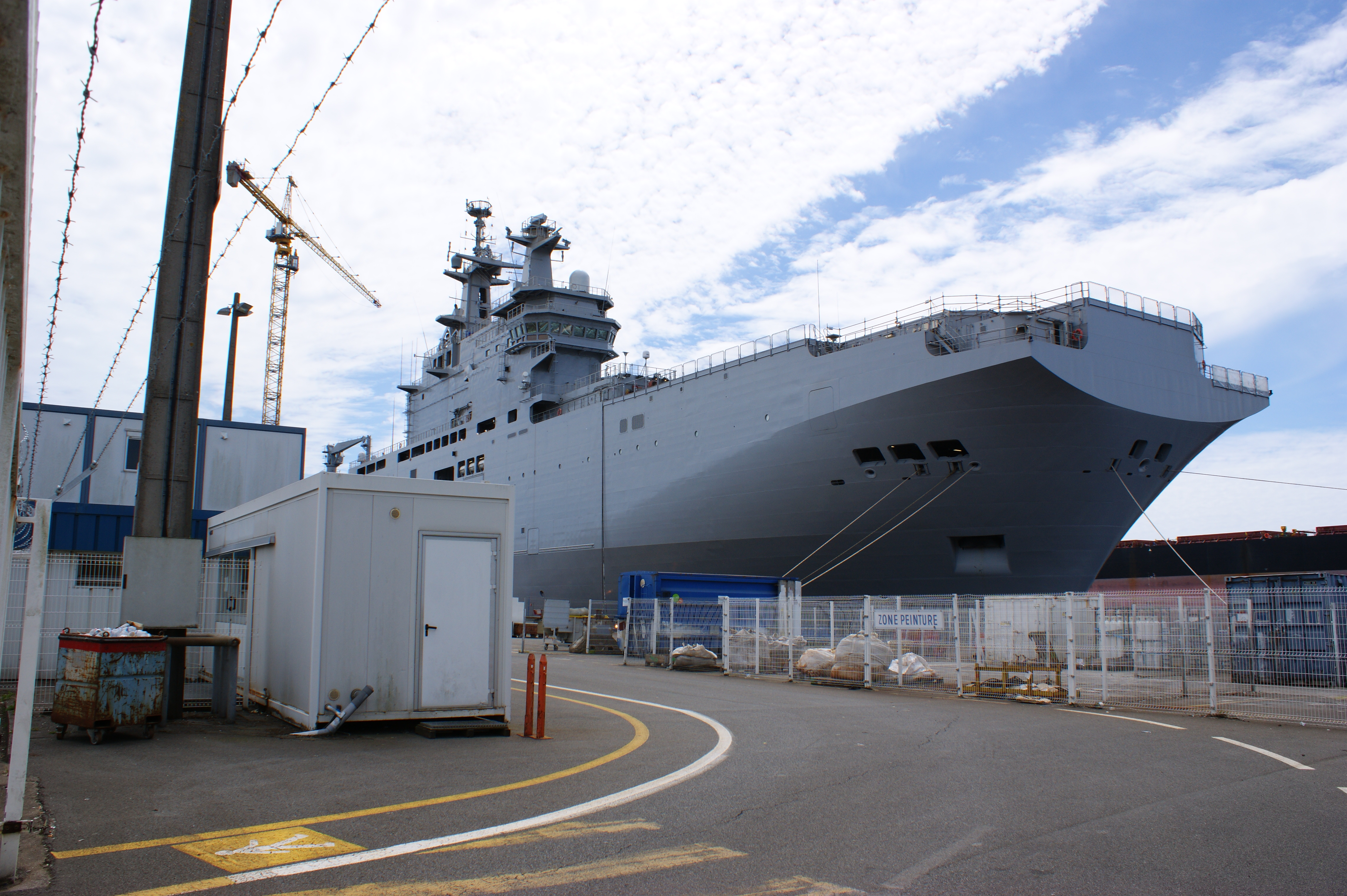
Le porte-hélicoptères Vladivostok (futur Gamal Abdel Nasser) à Saint-Nazaire en 2014.

L'armée égyptienne est un acteur important dans le quotidien des Égyptiens, tant sur le plan politique qu'économique. Les ventes d'armes françaises à l'Égypte sont fréquentes depuis que l'Égypte a quitté l'orbite soviétique : 
- Dans les années 1970 et 1980, l'Égypte s'équipe de chasseurs Dassault, des Mirage 5 (81 exemplaires reçus entre 1977 et 1983) puis Mirage 2000 (20 exemplaires commandés en 1981)[15]
- l'armée égyptienne possède des missiles Crotale.
- En 2014, quatre corvettes de classe Gowind[16].
- En 2015, l'Égypte acquiert une frégate lance-missile FREMM[17], deux navires amphibies de classe Mistral (destinés à l'origine à la Russie) et 24 chasseurs Dassault Rafale.
- Fin 2015, l'Égypte et la France étaient en négociation pour deux satellites (un satellite espion et un satellite de télécommunications militaires) et des navires supplémentaires[18].

La France a exporté en Égypte pour 7 milliards d’euros d'armement entre 2009 et 2019.

### Tourisme
La France est depuis longtemps l'un des principaux pays d'origine du tourisme en Égypte. Vers 2010, le nombre de touristes français en Égypte était de l'ordre de 600 000 par an, cependant il s'est effondré avec l'insécurité résultant du Printemps arabe.